# 紀野一義
紀野 一義（きの かずよし、1922年8月9日 - 2013年12月28日）は、日本の仏教学者、宗教家。真如会主幹。

## 経歴
1922年、山口県萩市の顕本法華宗寺院・妙蓮寺の子息として誕生した。曾祖父の貞心院日英は幕末の頃に池上本門寺の貫主を務めた人物であった。4歳の時、父と共に広島市の本照寺に移った。旧制修道中学校、旧制広島高等学校で学び、卒業した。1942年に 東京帝国大学文学部に入学し、印度哲学科で仏教哲学を専攻した。しかし、翌1943年、2年在学中に学徒出陣のため応召した。陸軍第五師団工兵連隊に入隊し、最終的には少尉に昇進した。1945年、レイテ島に送られる予定であったが輸送船団が壊滅し、台湾で国民政府軍の捕虜となった。同年8月には家族を広島の原爆で失った。
戦後
1946年に解放され、日本に帰国し復学した。1948年に東京大学を卒業した。1964年、谷中・全生庵で清風仏教文化講座を立ち上げた。1989年、宝仙学園短期大学学長に就任した。1993年からは正眼短期大学副学長を務めた。ラジオNIKKEIで「紀野一義の世界」を担当した。
2013年12月28日、肺炎のために死去した。91歳没。

## 受賞
- 1958年：第1回印度学仏教学会賞受賞
- 1967年：第1回仏教伝道文化賞受賞。「啓蒙書著作多く、仏教現代化に貢献した」功績による。

## 活動
仏教研究
仏教学者としては中村元らと共に『般若心経』、『金剛般若経』、『「浄土三部経』を翻訳した。
布教活動：真如会
一方、真理運動を展開する宗教者・友松圓諦の主宰する神田寺の青年部長を務めた後、在家仏教団体真如会（しんにょえ）を設立して主幹を務め、特定宗派に偏らず、現代に生きる仏教の普及を目指した。1964年に東京・谷中の全生庵で始まった「清風仏教文化講座」は亡くなる直前まで続いた。全生庵・清風仏教文化講座のほかに「真如会」の例会（東京・四谷・安禅寺、京都・興正寺会館）、東京・池上本門寺、鎌倉大仏仏教文化講座などでも、仏教の普及啓蒙に努めた。
なお、谷中全生庵にて行われている「清風佛教文化講座」は、当時東京臨済会の若い僧侶が登場間もない移動式オープンリールレコーダーによって逐一収録されていた。そのカセットテープは現在入手不可能となっている。
相田みつをは、紀野の主宰する「真如会」の古くからの会員で、紀野の1974年のベストセラー『生きるのが下手な人へ』で紹介され、世に知られるようになったものである。
思想・体験
紀野の仏教に対する理解は戦争体験により深められたという。学徒出陣で太平洋戦争には陸軍工兵士官として応召した。レイテ島に送られる予定であったが輸送船団が壊滅し、台湾に送られる。台湾では米軍爆撃機が投下した不発弾1752発の信管を外す作業を命じられる（失敗すると爆死する）。命じられたのではなく、紀野の講話や本によると、爆弾処理の部隊が誤爆のため壊滅し不発弾には触れてはならないという軍命令が出ていたが、台湾の農民のために軍命令を無視して爆弾処理を行った。また、両親をはじめ留守家族のほとんどが広島の原爆の犠牲となり、兵として所属していた陸軍第5師団も原爆投下により壊滅した。こうした生死ぎりぎりの経験を経て仏典の神髄を知り得たという。

## 著作
著書
- 『法華経の探求』平楽寺書店 1962
- 『禅 現代に生きるもの』（NHKブックス）日本放送出版協会1966
- 『業の花びら』昭和仏教全集）教育新潮社 1967
- 『遍歴放浪の世界』（NHKブックス）日本放送出版協会 1967
- 『いのちの世界-法華経』筑摩書房 1965
- 『いのちの風光 現代に生きる仏教 』筑摩書房 1967年
  - 角川文庫
  - ちくま文庫
- 『佛との出会い』筑摩書房 1968 
  - 角川文庫
  - 文庫化 ちくま文庫
- 『大悲風の如く』筑摩書房 1968
  - 角川文庫
  - 文庫化 ちくま文庫
- 『底ぬけの風光』（母と子のシリーズ）全国青少年教化協議会 1968
- 『いのち 永遠なるものを求めて』読売新聞社 1970 
  - 文庫化 PHP文庫
- 『生きかたの探求』百華苑 1971
- 『ある禅者の夜話-正法眼蔵随聞記』筑摩書房 1971 
  - 文庫化 知的生き方文庫 三笠書房
- 『こころの故里 旅と日本人』佼成出版社 1972
- 『日蓮 配流の道（日本の旅人）』淡交社 1973
  - 新版
- 『私の歎異抄』筑摩書房 1973
  - PHP文庫
  - ちくま文庫
- 『名僧列伝』全4巻、文藝春秋 1973-78
  - 角川文庫
  - 講談社学術文庫
- 『仏のこころ詩の心』講談社 1973
- 『心に問うこと 知と愛に生きる16章』佼成出版社 1974
- 『わが親鸞』PHP研究所 1974 のち文庫
- 『生きるのが下手な人へ 自信が湧く人生論』（カッパ・ブックス）光文社 1974
  - 『生きるのが下手な人たちへ』PHP文庫
- 『風と光の国インド』佼成出版社 1975
- 『四季の愛』佼成出版社 1975
- 『生きることが救いだ 現代聖人列伝』（カッパ・ブックス）光文社 1975
- 『法華経の風光』全5巻 水書房 1976－77
- 『私の愛するさすらいびと』ロングセラーズ 1976
- 『愛することの下手な女性へ』（オレンジバックス）講談社1976
- 『風の中のさすらいびと』日本交通公社 1977
- 『底ぬけの風光』（ぴっぱらブックス）善本社 1977
- 『死にざま・生きざま 美しき人になりたく候』PHP研究所 1978
  - 文庫
- 『愛は死を超える 生命の火燃え尽きるまで』徳間書店 1979
- 『わたしの愛する仏たち』入江泰吉写真 水書坊 1979
  - 改題『仏像を観る』PHP文庫
- 『新法華経入門 いのち充たすことば』徳間書店 1980
- 『女は男の子守唄 異色大乗仏教入門』（ナム・ブック）水書坊 1980
- 『凛々と生きる 忘れ得ぬ人々』角川選書 1981
- 『「般若心経」を読む』講談社現代新書 1981
- 『息子よ』佼成出版社 1981 「親鸞」三笠書房知的生き方文庫
- 『親鸞と生きる 信じ、愛し、尽くす』（カッパ・ブックス）光文社 1982
  - PHP文庫
- 『心ひたすらに 忘れ得ぬ人々2』角川選書 1982
- 『般若心経の風光 観自在の世界』実業之日本社 1982
- 『紀野一義の法句経講義』佼成出版社 1982
- 『「法華経」を読む』講談社現代新書 1982
- 『男の友情 仏教人生論のすすめ』日本経済新聞社 1983
- 『「般若心経」講義』PHP研究所 1983
  - のち文庫
- 『「歎異抄」講義』PHP研究所 1984
- 『賢治の神秘』（宮沢賢治童話の世界）佼成出版社 1985
- 『中国五大石窟の旅 はるかなる微笑仏』佼成出版社 1986
- 『心が疲れたとき読む本』PHP研究所 1986
  - のち文庫
- 『この生きかたに悔いはないか』三笠書房 1987
  - のち文庫
- 『親鸞に学ぶ』日本放送出版協会 1988
- 『仏教のキイ・ワード』講談社現代新書 1988
- 『勇気とやる気が湧いてくる本 心に太陽をもて』PHP研究所 1988
- 『永遠への愛と信』（仏教文化選書）佼成出版社 1989
- 『道元禅師の人間道場 わが道をつかみ、わが道を行け』経済界 1990
- 『日蓮 日本の危機を予言した』(火の鳥伝記文庫) 講談社 1990
- 『白鳥の歌びと-坂村真民』柏樹社 1990
- 『ええなあ!という人生 肯定、肯定、絶対肯定して生きる』佼成出版社 1993
  - ハルキ文庫
- 『日蓮 民衆と歩んだ不屈の改革者』広済堂出版 1995
- 『迷いをふっきる 道元禅師の叡知』経済界 1995
- 『観音経の風光』弥生書房 1996
- 『明恵上人 静かで透明な生き方』PHP研究所 1996
- 『青衣の女人 紀野一義著作集』中外日報出版局 1996
- 『思い切りよく生きてみたい 代表的日本人の生きざま』光雲社 1997
- 『人生は捨てたもんじゃない』PHP研究所 1998
- 『良寛さまを旅する』清流出版 1999
- 『心に旗を立てよ 私が伝えたい仏教』講談社 1999
- 『全身全霊で生きる』PHP研究所 1999

講演CD
- 『正法眼蔵に学ぶ』日経ラジオ社 2008
- 『風に聴き水に問う』日経ラジオ社 2008
- 『ええなあ！ええなあ！ええなあ！～旧題法華経のこころ』日経ラジオ社 2008

訳・訳注
- 『般若心経・金剛般若経』（中村元・紀野一義共訳註）岩波文庫 1960
  - 改版
- 『浄土三部経』（中村元・早島鏡正・紀野一義共訳註）岩波文庫 1963‐64
  - 改版1990
- 『永遠のいのち<日蓮>』(仏教の思想 12) 梅原猛共著 角川書店 1969
  - 角川ソフィア文庫
- 『日蓮』(日本の名著 8) 中央公論社 1970 (「立正安国論」ほかを担当)
  - 中公バックス
  - 中公クラシックス
- 『仏教文学の古典』 三木紀人共編 有斐閣新書 全2巻 1979-80
- 『思想読本 良寛』紀野編 法蔵館 1988
- 『禅へのいざない』鈴木俊隆・紀野訳, PHP研究所 1998
- 『道元「禅」とは何か』(「正法眼蔵随聞記」入門 第6巻) 遠藤誠共著 現代書館 2002
- 『仏道の創造者』編 アートデイズ 2003

論文・記事
- CiNii>紀野一義
- INBUDS>紀野一義